# كيت فونسيكا
كيت فونسيكا هو لاعب كرة قدم برازيلي في مركز الوسط، ولد في 8 مارس 1979 في Icatu ‏ في البرازيل. لعب مع أوليمبياكوس فولو وفوكيكوس ونادي لوشنيا.

## وصلات خارجية
- كيت فونسيكا على موقع قاعدة بيانات كرة القدم.إي يو (الإنجليزية)
- كيت فونسيكا على موقع Soccerway.com (الإنجليزية)